# بدر جعفر
بدر جعفر (عربی: بدر جعفر) (زاده ۱۹۷۹) کارآفرین، بازرگان و مدیر ارشد اجرایی اماراتی است، که هم‌اکنون بعنوان مدیر عامل شرکت نفتی کرسنت پترولیوم فعالیت می‌کند.